# 冷藏行動
冷藏行動（英語：Operation Coldstore，或），在1963年2月2日發生於新加坡的一場大規模警方誘捕行動。
在這場行動中，超過一百名左翼分子，包括反对党社会主义阵线的主要成員如林清祥等人，遭到了新加坡政府逮捕或拘留。其中也包括了新闻工作者，工会成員，以及大學學生。由於與馬來亞民族解放陣線成員有過來往，新加坡本地作者英培安也曾遭到拘留四個多月，後被放出來。
被捕人士不經正當程序和公開審判，部份左翼人士就被以「涉嫌參與共產黨顛覆國家罪」關押入獄，其中有人被囚時間長達32年。這次逮捕行動由內部安全理事會（Internal Security Council）授權發動，這個理事會由馬來西亞聯邦，英国新加坡殖民地當局與新加坡政府的代表組成。

## 歷史背景
1946年，英國殖民當局將新加坡由馬來亞殖民地中分離，成為獨立殖民地。
1954年，李光耀等人成立人民行動黨，與馬來亞共產黨合作，爭取新加坡與馬來亞獨立。
1959年，新加坡自治邦成立，在李光耀領導下的人民行動黨，贏得大選，成為國會最大黨。
1961年5月27日，马来亚首相，东姑阿都拉曼公布想把新加坡、马来亚、汶莱、砂拉越和北婆罗洲（沙巴）联合起来组成联邦。这是因为随着新加坡政局不稳定，东姑害怕新加坡有朝一日会被共产党人占据，利用新加坡作为基地对马来亚展开行动，使马来亚之前对抗马来亚共产党成果功亏一篑。
1963年2月，新马两国正在讨论合并的议题。李光耀在英国及马来西亚支持下，发动此次行动，多位社会主义阵线人士遭逮捕下狱。
9月16日，马来西亚成立，领土包括新加坡、马来亚、砂拉越和沙巴。